# 松平親長 (岩津家)
松平 親長（まつだいら ちかなが）は、戦国時代の武将。三河松平氏の宗家で岩津城主（岩津松平家）。江戸時代に編纂された系譜類では松平親忠の子とされるが、実際は松平宗家2代当主松平信光の子とされる。15世紀後半から16世紀初めにかけて、宗家として室町幕府政所の被官化し京都で活動していることが同時代史料で確認される人物であり、系譜上の位置や生没年等については議論がある。

## 経歴
松平信光が岩津城を攻略後に松平氏は本拠地を松平郷から岩津城に移した。その岩津城を継承したのが親長である。本拠地を継承したことから、本来の惣領・宗家であった可能性が高いが、のちに岩津松平家は16世紀初頭に今川氏に攻略され没落したらしく、安城松平家の押領に伴い分家扱いになった。
松平泰親・信光期の松平氏は、京都における活発な活動が研究者によって指摘されている。親長についても、寛正3年（1462年）から永正17年（1520年）に及ぶ京都での活動が諸史料で確認され、主に室町幕府の政所執事代であった蜷川氏関係の史料中にその名が散見される。京都における親長の職務は、室町幕府政所での被官としての職務（「直垂着通衆」・「使い」・「御物奉行」）と政所執事・伊勢氏（伊勢貞親・伊勢貞宗）の被官としての雑務である使い・迎え・供・風呂番・普請・進上の職務を兼務していた。なお、親長の「親」の字は貞親の偏諱を賜ったとする説がある。
また、親長は文明13年（1481年）に京都西院小泉庄（京都市右京区）で同庄の職掌とその給田をめぐる係争の訴訟当事者にその名が挙がっており、勝訴している。この事は蜷川親元の「親元日記別録（下）」に収録の「政所賦銘引付」に記されている。
江戸時代に作成された『三河物語』では、1506年頃に今川方の伊勢新九郎（北条早雲）軍が岩津城を攻めた際、「岩津殿」が迎え撃ったとする。この「岩津殿」が親長であるか、その子孫かも不明である。

## 議論

### 系譜上の位置について
『寛永諸家系図伝』をはじめとした系図類は、親長を松平親忠の子としている。また、『三河物語』には、松平信光は岩津の城を「惣領」に渡したとある。信光が長男に本拠地岩津を継承させるのが自然であり、岩津の親長が三男親忠の子とするのは不自然だとして、この「惣領」を親長とし、松平信光の長男とする見方がある。

### 生没年について
寛正3年（1462年）以前には在京し、伊勢氏被官としての活動が確認できる。
親長の死没時期については、『朝野旧聞裒藁』に延徳元年（1489年）正月死去とある。平野明夫は、永正元年（1504年）10月16日付けの観修寺雑掌宛の松平親長の訴状が存在するため、延徳元年死去説は誤りとしている。
また、新行紀一は永正17年（1520年）までに親長が死去していたとする。すなわち、「三條宰相中将雑掌宛室町幕府奉行人連署奉書写」において、三条西公条が借用した松平親長（当時、和泉守）への債務を破棄することを承認した内容から、債権者であった親長がこの時既に死亡していた為であると推定している。あるいは弟の松平親忠が文亀元年（1501年）に63歳で死去している事で、兄親長が永正17年には相当の高齢になることも根拠としている。しかし、平野は債務破棄の承認の原因が債権者の死去とは限らないとし、また80代まで長命する例は当時もあったとして永正17年死去説も否定している。

## 子孫
岩津松平家は滅亡・没落したため親長以降の子孫の正確な記録はない。
『寛政重修諸家譜』によれば、松平九郎左衛門親以（小十人150俵）の家が親長の末裔を称している（幕末の陸軍奉行並・松平太郎正親はその子孫である）。その家伝によれば、親長は松平信光の長男で「岩津太郎」を称し宮内少輔・修理亮などと名乗った。親長の家は忠勝―親重―勝次―宗正―宗親＝親雄―尹親と続き、甲府徳川家に仕えていた尹親が、徳川家宣の江戸城入りの際に幕臣となった。『寛政譜』は、幕府の記録では親長は親忠の長男であり、「親長に嗣なし」と記されていることを指摘し、子孫であることは疑わしいと按文に記した上で、系譜を尹親から書き起こしている。
また『寛政譜』の三河小栗氏の呈譜によれば、岩津城主であった松平信吉（松平郷松平家）は、松平親忠の長男であった親長を養子に迎えて家督と岩津城を譲った。信吉はのち小栗氏との間に忠吉を設けたが、忠吉と親長の折り合いが悪く、忠吉は母方の小栗家に身を寄せた。忠吉の子が小栗吉忠であるという。『寛政譜』は『寛永諸家系図伝』との齟齬を指摘、信吉の子の親長と親忠の子の親長を混同したのではないかなどと按文で疑義を呈している。